# Rio Mandu
Rio Mandu är ett vattendrag i Brasilien.   Det ligger i delstaten Minas Gerais, i den sydöstra delen av landet, 700 km söder om huvudstaden Brasília.
Omgivningarna runt Rio Mandu är huvudsakligen savann. Runt Rio Mandu är det ganska tätbefolkat, med 214 invånare per kvadratkilometer.